# Jorge García Marín
Jorge García Marín (Zaragoza, 23 de abril de 1980) es un ciclista español ya retirado que fue profesional entre 2004 y 2007.

## Palmarés
2004
- 1 etapa de la Vuelta a la Comunidad Valenciana

## Resultados en Grandes Vueltas
| Carrera | Carrera         | 2004 | 2005 | 2006 | 2007  |
| ------- | --------------- | ---- | ---- | ---- | ----- |
|         | Giro de Italia  | ―    | ―    | ―    | ―     |
|         | Tour de Francia | ―    | ―    | ―    | ―     |
|         | Vuelta a España | ―    | 62.º | 87.º | 108.º |

―: no participa

Ab.: abandono